# USS Stickell (DD-888)
USS Stickell (DD-888) – amerykański niszczyciel typu Gearing, który służył w United States Navy w latach 1945–1972. Został przemianowany na HS Kanaris (D-212) po przeniesieniu do greckiej marynarki wojennej w 1972 roku.

## USS Stickell (DD-888)

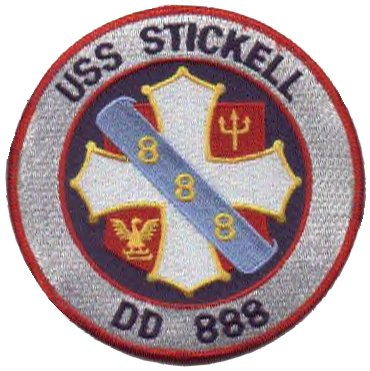
Odznaka okrętu USS „Stickell” (DD-888)

Stępkę niszczyciela położono w stoczni Consolidated Steel Corporation w Orange w stanie Teksas 5 stycznia 1945. Został nazwany, aby upamiętnić kapitana marynarki Johna H. Stickella USNR (1914–1943), który zginął w czasie akcji na atolu Jaluit leżącym wśród Wysp Marshalla 13 grudnia 1943 i został pośmiertnie odznaczony Krzyżem Marynarki. Okręt zwodowano 16 czerwca 1945, matką chrzestną była panna Sue Stickell.
Wszedł do służby 31 października 1945 i operował w składzie 7 Floty w czasie wojny koreańskiej. Przeszedł przeróbkę na niszczyciel pikiety radarowej (ang. radar picket destroyer) w stoczni Long Beach Naval Shipyard pomiędzy 13 grudnia 1952 i 2 września 1953. Brał udział w blokadzie podczas kubańskiego kryzysu rakietowego w 1962. Przeszedł rozbudowaną modernizację podczas programu Fleet Rehabilitation and Modernization (FRAM) w stoczni Philadelphia Naval Shipyard w 1963 i służył jako okręt ratowniczy załóg samolotów z lotniskowców krążących po Yankee Station w Zatoce Tonkińskiej. Uczestniczył w operacjach Sea Dragon, pełnił rolę okrętu SAR i okrętu wsparcia artyleryjskiego podczas konfliktu w Wietnamie.
„Stickell” został wycofany ze służby i skreślony z Rejestru Okrętów 1 lipca 1972, po czym został przekazany Grecji i przemianowany na „Kanaris”.

## HS Kanaris (D-212)

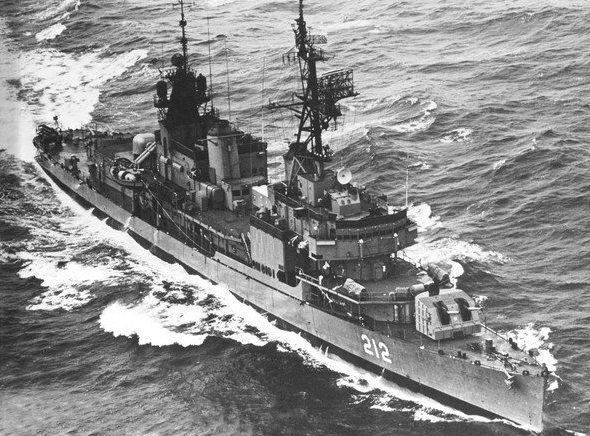
Niszczyciel HS Kanaris (D-212) w 1988 roku

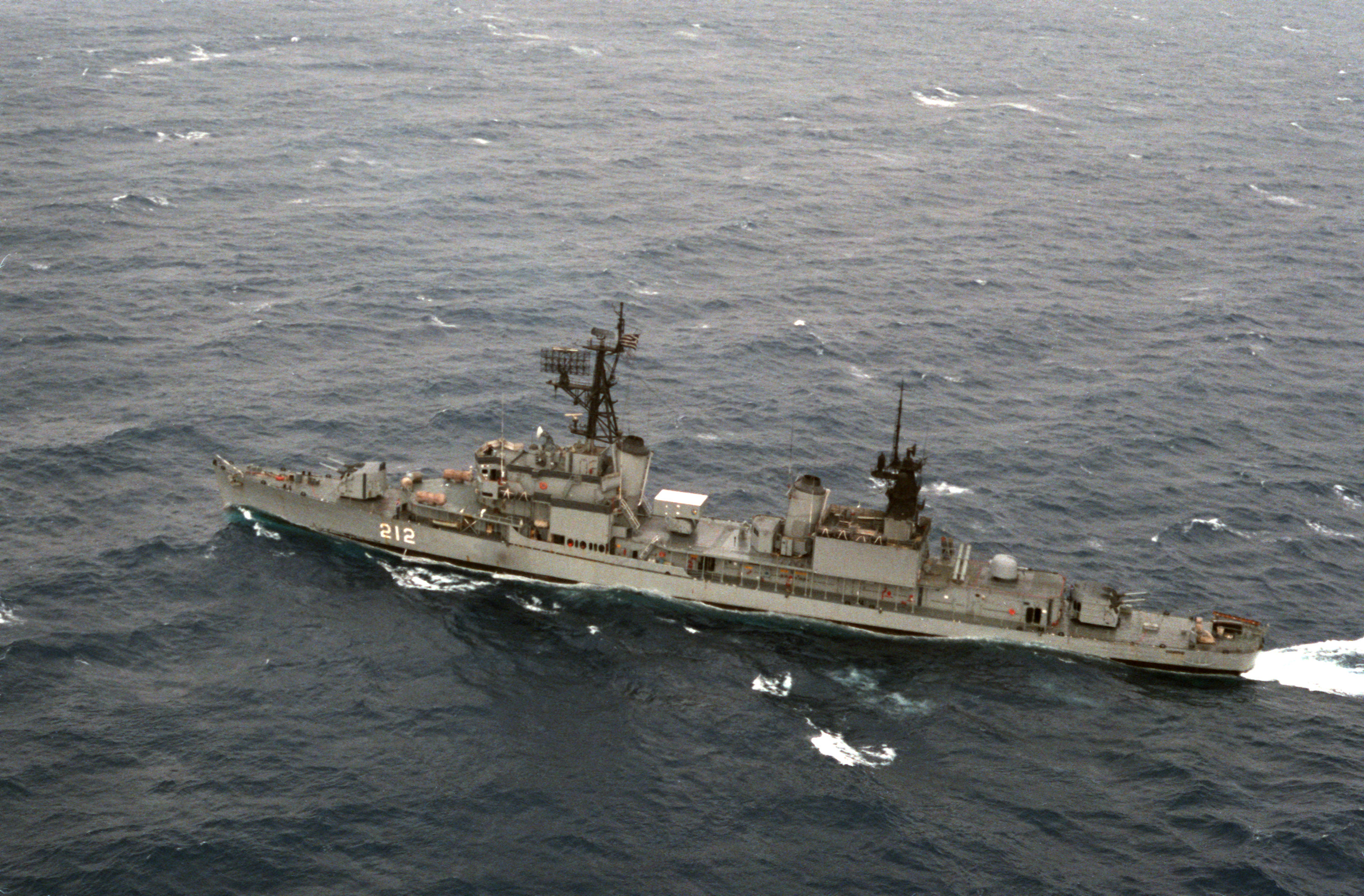
Niszczyciel HS Kanaris (D-212) w 1988 roku

Okręt był czwartą jednostką greckiej marynarki wojennej noszącą nazwę admirała Konstandinosa Kanarisa, bohatera wojny o niepodległość i późniejszego wielokrotnego premiera Grecji. Poprzedzał go HS „Kanaris” (L-53), były HMS „Hatherleigh”, niszczyciel typu Hunt III przekazany Grecji przez Royal Navy w 1941.
Wszedł do służby w greckiej Marynarce 1 lipca 1972 w Norfolk w stanie Wirginia, dowódcą został komandor K. Zografos. Po próbach morskich i szkoleniu popłynął do Grecji, dokąd dotarł 29 marca 1973. Służył w Marynarce Greckiej przez następne 20 lat. Odbył wiele rejsów na Morzu Egejskim, uczestnicząc w ćwiczeniach sił greckich i NATO i brał aktywny udział w kryzysie cypryjskim w 1974 i kolejnym kryzysie z Turcją w 1987.
Odznaka okrętu przedstawia rękę kapitana brandera trzymającą pochodnię używaną do podpalania tego okrętu, w czasach gdy używano branderów do walki z imperium osmańskim podczas greckiej wojny o niepodległość. Taka sama odznaka była używana przez późniejszą fregatę o tej nazwie.
„Kanaris” został wycofany ze służby 15 września 1993 i sprzedany na złom w 2002. Piątym okrętem greckiej marynarki wojennej noszącym tę nazwę jest „Kanaris” (F-464), były Hr.Ms. „Jan van Brakel” (F825), oddany do służby w 2002.
| Uzbrojenie | Po zbudowaniu                                                                          | Po FRAM                                                                                | Grecja |
| ---------- | -------------------------------------------------------------------------------------- | -------------------------------------------------------------------------------------- | --- |
| Główne     | 6 × 127 mm /38 kalibrów w trzech podwójnych wieżach (dwie na dziobie, jedna na rufie), | 4 × 127 mm /38 kalibrów w dwóch podwójnych wieżach (jedna na dziobie, jedna na rufie), | 4 × 127 mm /38 kalibrów w dwóch podwójnych wieżach (jedna na dziobie, jedna na rufie),                                      |
| Pomocnicze | 12 × 40 mm przeciwlotnicze                                                             |                                                                                        | 1 × 76 mm/62 kalibry OTO Melara z osobnym sterowaniem ogniem w podłodze na pokładzie helikoptera                            |
| Torpedowe  | 10 wyrzutni torpedowych kal. 533 mm (2x5)                                              | 6 wyrzutni torpedowych kal. 324 mm (2x3) dla torped Mk44-Mk46                          | 6 wyrzutni torpedowych kal. 324 mm (2x3) dla torped Mk44-Mk46                                                               |
| Inne       | 1 × zrzutnia bomb głębinowych                                                          | 1 × ośmiorurowa wyrzutnia ASROC MK112 1 × zrzutnia bomb głębinowych                    | 1 × ośmiorurowa wyrzutnia ASROC MK112 1 × zrzutnia bomb głębinowych 4 rakiety RGM-84 Harpoon (2x2) na pokładzie helikoptera |